# 에세이 공장
에세이 공장, 에세이 밀(essay mill), 페이퍼 밀(paper mill)은 학문적 사기를 저지를 수 있도록 고객이 특정 주제에 대한 독창적인 글을 의뢰할 수 있도록 하는 사업이다. 고객은 페이지 수, 일반적인 주제, 작업 시간 등 에세이에 대한 구체적인 정보를 회사에 제공한다. 고객에게는 페이지당 일정 금액이 청구된다. 비슷한 개념으로 학생들이 잡힐 위험이 높은 미리 작성되었지만 다양한 주제에 대한 저렴한 에세이를 구입할 수 있는 회사인 에세이 은행(essay bank)이 있다. 두 가지 사업 형태 모두 일부 관할권에서는 다양한 법적 제한을 받는다.

## 같이 보기
- 인가공장
- 학위남발학교
- 표절
- 약탈적 출판